# ناوشکن کلاس ای (۱۹۱۳)
ناوشکن کلاس ای (۱۹۱۳) (به انگلیسی: A-class destroyer (1913)) یک کلاس از کشتی است که طول آن ۲۰۰–۲۱۰ فوت (۶۱–۶۴ متر) می‌باشد.